# Parafia Matki Bożej Nieustającej Pomocy w Skorzewie
Parafia Matki Bożej Nieustającej Pomocy w Skorzewie – rzymskokatolicka parafia w Skorzewie. Należy do dekanatu stężyckiego diecezji pelplińskiej. Erygowana w 1983 roku. Jej proboszczem jest ks. Aleksander Dziadowicz.